# Virginia Slims of Los Angeles 1983
Virginia Slims of Los Angeles 1983 — жіночий тенісний турнір, що проходив на відкритих кортах з твердим покриттям Manhattan Country Club у Мангеттен-Біч (США). Належав до Світової чемпіонської серії Вірджинії Слімс 1983. Тривав з 8 серпня до 14 серпня 1983 року. Перша сіяна Мартіна Навратілова здобула титул в одиночному розряді й заробила 27,50 тис. доларів.

## Фінальна частина

### Одиночний розряд
Мартіна Навратілова —  Кріс Еверт-Ллойд 6–1, 6–3
- Для Навратілової це був 10-й титул в одиночному розряді за сезон і 80-й — за кар'єру.

### Парний розряд
Мартіна Навратілова /  Пем Шрайвер —  Бетсі Нагелсен /  Вірджинія Рузічі 6–1 6–0
- Для Шрайвер це був 10-й титул за сезон і 44-й — за кар'єру.

## Розподіл призових грошей
| Дисципліна       | П       | F       | ПФ     | ЧФ     | 1/8    | 1/16 | Попер. коло |
| Одиночний розряд | $27,500 | $14,000 | $7,150 | $3,300 | $1,600 | $800 | $400        |